# یوسف الحنیطی
یوسف الحنیطی (عربی: يوسف الحنيطي؛ ۲ مارس ۱۹۵۹ – ) فرمانده نظامی اهل اردن است، که هم‌اکنون به‌عنوان رئیس ستاد کل نیروهای مسلح اردن فعالیت می‌کند.